# Thomas-Louis Bourgeois
Pour les articles homonymes, voir Bourgeois.
Thomas-Louis Bourgeois est un chanteur et compositeur wallon (belge) né à Fontaine-l'Évêque (Hainaut - Belgique) le 24 octobre 1676 et mort à Paris en janvier 1750.

## Biographie
Après avoir occupé le poste de maître de chapelle aux cathédrales de Toul et de Strasbourg, il est engagé en 1707 à l'Opéra de Paris pour chanter les rôles de haute-contre. Il compose deux œuvres pour ce théâtre : Les Amours déguisés (1713) et Les Plaisirs de la Paix (1715).
Entré au service du duc de Bourbon, il se rend ensuite probablement à Lille puis à Bruxelles, où il dirige le Théâtre de la Monnaie de novembre 1721 à Pâques 1722. En 1725, il dirige le théâtre de La Haye, puis est membre de l' « Académie de Musique » de Dijon en 1728 et 1729. On ne le retrouve à Paris qu'à partir de 1740.
Il fut parmi les invités de la duchesse du Maine aux fêtes des Grandes Nuits de Sceaux, données au Château de Sceaux, parmi les Chevaliers de la Mouche à Miel.
Il meurt dans la pauvreté en 1750 (ou en 1751 selon certaines sources).

## Enregistrement
- Les Sirènes, cantates – Carolyn Sampson, soprano ; Le Concert Lorrain, dir. Anne-Catherine Bucher (28-30 novembre 2011, Carus 88.374) (OCLC 871450402) — Premier enregistrement mondial.